# Ilha Kilifarevo
A Ilha Kilifarevo (em búlgaro:  остров Килифарево, ‘Ostrov Kilifarevo’ 'os-trov ki-li-'fa-re-vo) é uma ilha livre de gelo nas grupo Aitcho no lado oeste do Estreito Inglês nas Ilhas Shetland do Sul, Antártica.  A ilha é situada 850 m (930 yd) a noroeste da Ilha Jorge, 460 m (500 yd) a norte da Ilhas Riksa e 350 m (380 yd) a sudeste do Rochedo Morris. Se estendendo a 640 por 350 m (700 por 380 yd), área de superfície de 11 hectares (27 acres).  A área foi visitada pelos caçadores de foca no início do século 19.
A Ilha Kilifarevo recebeu nome do povoado de Kilifarevo na Bulgária do norte.

## Localização
A ilha está localizada em 62° 22′ 26″ S, 59° 47′ 14″ O.  (Mapeamento búlgaro em 2009).

## Mapa
- L.L. Ivanov. Antarctica: Livingston Island and Greenwich, Robert, Snow and Smith Islands. Scale 1:120000 topographic map.  Troyan: Manfred Wörner Foundation, 2009.